# 埃洛伊·古铁雷斯·梅诺约
埃洛伊·古铁雷斯·梅诺约（西班牙語：Eloy Gutiérrez Menoyo；1934年12月8日—2012年10月26日）生于西班牙马德里，古巴政治人物。

## 生平
1934年，梅诺约生于西班牙马德里。1948年随家人迁居古巴。1957年，梅诺约参加了反对巴蒂斯塔独裁统治的斗争。后逃进埃斯坎布雷山，在当地组织了游击队。1959年1月，当卡斯特罗进入哈瓦那时，梅诺约在哈瓦那和他会师。
1961年，因政治分歧，梅诺约与卡斯特罗分道扬镳，独自流亡美国佛罗里达州。1964年，梅诺约率一支武装别动队登陆古巴，但迅速失败。梅诺约被捕后被判处死刑，后改为30年有期徒刑。梅诺约在监狱中关押22年后，于1986年获释。获释后梅诺约在西班牙生活了一段时间，后来定居美国迈阿密。1993年，梅诺约成立了名为“古巴的变革”的古巴流亡者组织，以反对美国对古巴的封锁。这一立场促成1995年梅诺约同卡斯特罗的数次会晤。会晤后，梅诺约认为已经看到古巴政治变革的萌芽，尽管他回古巴定居的要求被古巴政府拒绝。
2003年，美国助理国务卿罗杰·诺列加对记者表示，美国对古巴的政策集中在对古巴的经济制裁，而未考虑将持不同政见者作为变革的代理人，这是“一场悲剧”。该谈话被视为小布什政府改变对古巴策略的信号。诺列加还表示，小布什政府近期派3名高官来到迈阿密，探索促进古巴政权民主化的新思路。在这一背景下，2003年8月7日，在哈瓦那何塞·马蒂国际机场，68岁的梅诺约宣布决定留在古巴定居，不再回美国继续流亡。但是，鉴于他的政治立场未变，古巴政府这次依旧不允许他回古巴定居。然而此后梅诺约终于定居古巴。
2012年10月26日，梅诺约在古巴哈瓦那病逝。